# Saivojärvi (Pajala socken, Norrbotten, 756296-182360)
Saivojärvi är en sjö i Pajala kommun i Norrbotten och ingår i Torneälvens huvudavrinningsområde. Sjön har en area på 0,33 kvadratkilometer och ligger 231 meter över havet. Saivojärvi ligger i Torne och Kalix älvsystem Natura 2000-område.

## Delavrinningsområde
Saivojärvi ingår i det delavrinningsområde (756119-182807) som SMHI kallar för Ovan VDRID = 756050-182803 i Muonioälvens vattend*. Medelhöjden är 248 meter över havet och ytan är 20,04 kvadratkilometer. Räknas de 269 avrinningsområdena uppströms in blir den ackumulerade arean 9 586,54 kvadratkilometer. Muonioälven (Njärrejåkkå) som avvattnar avrinningsområdet har biflödesordning 2, vilket innebär att vattnet flödar genom totalt 2 vattendrag innan det når havet efter 318 kilometer. Avrinningsområdet består mestadels av skog (42 procent) och öppen mark (30 procent). Avrinningsområdet har 1,29 kvadratkilometer vattenytor vilket ger det en sjöprocent på 6,4 procent. Bebyggelsen i området täcker en yta av 2,98 kvadratkilometer eller 15 procent av avrinningsområdet.